# فيروز بهرام
فيروز بهرام (بالفارسية: فیروزبهرام) هي قرية تقع في قسم فيروزبهرام الريفي (مقاطعة اسلام شهر) في إيران. يقدر عدد سكانها بـ 1,841 نسمة .